# Gjelosh Gjokaj
Gjelosh Gjokaj, född den 25 juli 1933 i Milesh nära Tuzi i Montenegro, död den 25 september 2016 i Augsburg i Tyskland, var en albansk konstnär.
Han utexaminerades vid Belgrads akademi för de sköna konsterna 1963. Hans konstverk visades runtom i det forna Jugoslavien på 1960-talet och i Västeuropa på 1970-talet. Hans konstverk är surrealistiska och metafysiska och livfullt färgat med gult, rött och blått. Han har fått epitet "den kosovoalbanska grafikens fader". Han utvandrade från Kosovo år 1973 och bodde i Augsburg nära München i Tyskland fram till sin död.